# Алмейда, Франсишку Антониу де
Франси́шку Анто́ниу де Алме́йда, или д’Алме́йда (порт. Francisco António de Almeida; около 1702 — около 1755) — португальский композитор и органист.

## Биография
В 1722—1726 учился в Риме. Автор сочинений на итальянские либретто, в частности, первой национальной оперы «Терпение Сократа». Писал духовную музыку (для хора). Вероятно, он погиб во время Великого лиссабонского землетрясения 1755 года. Известный римский карикатурист Пьер Леоне Гецци написал портрет Алмейды, датированный 9 июля 1724 года, в честь «прекрасного композитора концертов и церковной музыки, восхваляя его непревзойденный музыкальный стиль». В 1726 году его вторая оратория «La Giuditta» была исполнена в Италии.

## Сочинения
- оратория «Раскаяние Давида» / Il pentimento di Davidde (1722)
- оратория «Юдифь» / La Giuditta (1726)
- опера «Терпение Сократа» / La pazienza di Socrate (1733)
- опера «Притворное сумасшествие» / La Finta Pazza (1735)
- кантата «Торжествующие добродетели» / Il Trionfo della virtù (1738)
- опера «Старый чудак» / La Spinalba (1739)
- и др.